# سلسلة جبال موكا
سلسلة جبال موكا هي سلسلة جبال في موريشيوس. تضم اثنتين من أعلى ثلاث قمم في موريشيوس، وهما بيتر بوث ولو بوس. تشكلت من قبة حمم بركانية بازلتية قبل عشرة ملايين سنة. تشكل سلسلة جبال موكا نصف دائرة حول عاصمة موريشيوس، بورت لويس.